# Hirasea operculina
Hirasea operculina је пуж из реда Stylommatophora и фамилије Endodontidae.

## Угроженост
Ова врста се сматра угроженом.

## Распрострањење
Ареал врсте је ограничен на једну државу. 
Јапан је једино познато природно станиште врсте.